# ばんぱく宣言 われら21世紀少年団
『ばんぱく宣言 われら21世紀少年団』（ばんぱくせんげん われら21せいきしょうねんだん）は、MBSラジオ（2020年度までは毎日放送のラジオ部門）で2019年11月1日から放送中の2025大阪・関西万博関連番組。2023年10月2日放送分からは、番組のタイトルを『ばんぱく宣言』（ばんぱくせんげん）に変更している。
大阪・関西万博が開催される2025年内までのレギュラー放送が約束されている番組であるため、放送曜日・時間は時期によって異なる（本文参照）。

## 概要
2017・2018年度のナイターオフ期間にレギュラーで放送されていた『こちら茶屋町お天気部!』を「MBSマンデースペシャル」（月曜日19:00 - 20:00の特別番組枠）内での不定期放送へ移行させたうえで、同番組のレギュラー放送枠を継承した「自称『日本一早い2025大阪万博応援番組』」。2025年に開催予定の『2025大阪・関西万博』を盛り上げるべく、同博覧会に関するニュースを伝えるほか、過去の万博（国際博覧会）を振り返る。
大阪・関西万博が開催される2025年内まで6年間にわたってレギュラーで放送することが、計画の時点から約束されていることが特徴。以上の計画が最初に公表された2019年7月24日の毎日放送社長（当時の社長は三村景一）定例記者会見では、『今、ぼくたちができること～石の上にも6年～』という仮タイトルが付けられていた。現に、パーソナリティには、6年後の毎日放送を担うことが期待される2018年・2019年入社のアナウンサー4名を抜擢。制作陣も、アナウンサーと同年代（放送開始時点で20代前半）のスタッフだけで構成されている。
なお、番組開始当初からのパーソナリティのうち、2019年に結婚していた辻沙穂里が第一子の懐妊に伴って2020年9月28日放送分で卒業。2020年以降は、毎日放送が新卒扱いでアナウンサーを採用するたびに、採用されたアナウンサーを入社年の10月改編からパーソナリティに加えている。また、2021年の10月には、毎日放送とMBSラジオが「TEAM EXPO 2025」（公益社団法人2025年日本国際博覧会協会が大阪・関西万博の開催とSDGsの達成に向けて展開しているプログラム）の「共創パートナー」として登録された。
実際には放送時間が徐々に短縮されていて、番組のタイトルを『ばんばく宣言』に変更した2023年の10月改編では、開始当初のおよそ半分（30分間）にまで減少。パーソナリティについても、番組の開始当初から一貫して出演している三ツ廣政輝（2018年に毎日放送へ入社したアナウンサー）・「万博マイスター」という肩書で折に触れてゲストに招かれていた二神敦（世界各国で160以上の万国博覧会や博覧会を巡った経験を持つ会社員で万博記念公園のツアーガイド）のコンビに事実上固定している。

## 放送時間

### 現在（『ばんぱく宣言』への改題後）
- 毎週月曜日 21:00 - 21:30（2023年10月2日 - ） 
  - プロ野球シーズン中に『MBSベースボールパーク』として阪神タイガースのナイトゲーム中継枠を編成したうえで、試合展開に応じて基本放送枠（18:00 - 21:00）から中継を延長する場合には、放送枠のスライド方式で中継終了後30分後から放送する措置を『ばんぱく宣言 われら21世紀少年団』時代から講じている。

### 過去（『ばんぱく宣言 われら21世紀少年団』時代）
- 毎週金曜日 20:00  - 20:56（2019年11月1日 - 2020年3月27日）
- 毎週月曜日 21:00 - 22:00（2020年3月30日 - 2021年9月28日）
- 毎週月曜日 21:00 - 21:45（2020年10月4日 - 2023年9月25日）

## パーソナリティ

### 現在（『ばんぱく宣言』への改題後）
- 三ツ廣政輝（毎日放送アナウンサー＝2018年入社：2019年11月1日 - ）
  - 『ばんぱく宣言 われら21世紀少年団』として放送されていた時期には、「『21世紀少年団』の団長」という肩書で出演していた。
- 二神敦（ふたかみ・あつし：パーソナリティとしては2023年10月2日 - ）

その一方で、万国博覧会と縁の深い人物や、コーナーのテーマに関わりのある人物を毎回ゲストに迎えている。『ばんぱく宣言 われら21世紀少年団』時代には、二神が「ゲスト」として頻繁に出演していた。

### 「21世紀少年団」の団員
出演時点ではいずれも、毎日放送の現役アナウンサー。『ばんぱく宣言　われら21世紀少年団』時代には、以下の「団員」から週替わりで1名が、「団長」の三ツ廣と共にパーソナリティを務めていた。番組の公式サイトでは、『ばんぱく宣言』への改題後も「団員」として紹介されているが、改題後の放送には登場していない。
- 清水麻椰（2019年入社：2019年11月22日 - 2023年3月13日）
- 川地洋平（2020年入社：2020年11月9日 - 2023年9月11日）
- 山崎香佳（2020年入社：2020年10月19日 - 2023年4月3日）
- 大村浩士（2021年入社：2021年10月 - 2023年8月7日）
- 中野広大（同上：2021年10月 - 2023年1月2日）
- 前田春香（同上：2021年10月 - 2023年1月2日）
- 海渡未来（2022年入社：2023年4月 - 2023年9月18日）

2022年度までは、辻沙穗里（三ツ廣と同じく2018年に入社）および、2019年以降に毎日放送へ入社したアナウンサー全員を「団員」と扱っていた。2023年4月以降は、入社年次ごとに1名（野嶋紗己子、川地、大村、海渡）を「団員」に任命。同局が複数名のアナウンサーを採用した年（2019 - 2021年）に入社したアナウンサーについては、「団員」を1名に絞っている。

### 過去
いずれも、出演の期間中は毎日放送のアナウンサー。
- 辻沙穗里（2018年入社：2019年11月1日 - 2020年9月28日）
  - 出演開始の直後に、プロ野球選手（内野手）の山本泰寛（当時は読売ジャイアンツ→2021年から2023年まで阪神に在籍）と結婚。2020年9月にその事実と第1子の懐妊を公表したうえで産前産後休暇を取得したため、他の担当番組と合わせて降板した。休暇中の2021年4月に第1子を出産したうえで、2022年4月から復職したが、当番組には復帰していない。
- 野嶋紗己子（2019年入社：2019年11月8日 - 2023年9月25日、 2023年12月31日付で毎日放送を退社）

## 現在の主なコーナー
- 万博ナウ
  - 2025年大阪・関西万博にまつわる最新ニュースを紹介する。かつて放送されていた「今週の万博ニュース」を事実上復活。
- 勝手にお願い! 万博アンバサダー
  - 2025年大阪・関西万博の魅力を伝えるアンバサダーを勝手にあの有名人や企業に依頼した場合にどんなプロモーション活動を行うかを、ゲストやリスナーと勝手に妄想する。
- Action!SDGs
  - 2025年大阪・関西万博のテーマでもあるSDGs（持続可能な開発目標）関連の特集を放送する。

## 過去の主なコーナー
- 今週の万博ニュース
  - 2025年大阪・関西万博にまつわる最新ニュースを紹介する。
- バック・トゥ・ザ・オールドエキスポ
  - アジアで最初に開かれた国際博覧会（1970年の日本万国博覧会[8]）をはじめ、過去に世界中で行われた万博・地方博覧会を、開催当時のヒット曲や流行とともに振り返る。
- あなたと行きたい　妄想ばんぱく
  - 2025年大阪・関西万博に出展される架空のパビリオンの内容を勝手に妄想する。主に関西にゆかりのある団体や企業がテーマとなる。コーナーの最後には、三ツ廣が「みつっち」を名乗り、その回のテーマにちなんだなぞかけを披露する。
- MBSパビリオンただいま建設中
  - 2025年大阪・関西万博に出展されるであろう架空のMBSパビリオンの内容を、プロデューサーがMBSに関係する人物だったらどうなるのか、勝手に妄想する。

## テーマソング
- T・レックス『20th Century Boy』